# Лежьён Сен-Мишель
«Лежьён Сен-Мишель» (фр. Stade de la Légion Saint-Michel), известный также как «Оливье де Серр» — футбольный стадион в 15-м округе Парижа.

## История
Стадион принимал финал первого Кубок Франции по футболу в 1918 году. В нём сошлись футбольные клубы «Пантен» и «Лион». Победу одержал «Пантен» со счётом 3:0. Стадион являлся первым и одним из семи стадионов, которые принимали финал Кубка Франции за всю историю соревнований.